# Бытом-Оджаньский (гмина)
Бытом-Оджаньский (пол. Bytom Odrzański) — гмина (волость) в Польше, входит как административная единица в Новосольский повет, Любушское воеводство. Население — 5361 человек (на 2004 год).

## Сельские округа
1. Бодзув
2. Бонув
3. Быч
4. Дрогомиль
5. Круликовице
6. Малашовице
7. Попово
8. Тарнув-Быцки
9. Вежбница
10. Кропивник
11. Соболице

## Соседние гмины
1. Гмина Негославице
2. Гмина Нова-Суль
3. Гмина Нове-Мястечко
4. Гмина Седлиско
5. Гмина Жуковице